# Kazuhiro Kokubo
Kazuhiro Kokubo –en japonés, 國母和宏, Kokubo Kazuhiro– (Ishikari, 16 de agosto de 1988) es un deportista japonés que compitió en snowboard.
Ganó una medalla de plata en el Campeonato Mundial de Snowboard de 2007, en la prueba de halfpipe. Adicionalmente, consiguió una medalla de bronce en los X Games de Invierno.
Participó en dos Juegos Olímpicos de Invierno, en los años 2006 y 2010, ocupando el octavo lugar en Vancouver 2010, en el halfpipe.

## Medallero internacional
| Campeonato Mundial | Campeonato Mundial | Campeonato Mundial | Campeonato Mundial |
| Año                | Lugar              | Medalla            | Prueba             |
| ------------------ | ------------------ | ------------------ | ------------------ |
| 2007               | Arosa (Suiza)      | Medalla de plata   | Halfpipe           |

| X Games de Invierno | X Games de Invierno    | X Games de Invierno | X Games de Invierno |
| Año                 | Lugar                  | Medalla             | Prueba              |
| ------------------- | ---------------------- | ------------------- | ------------------- |
| 2010                | Aspen (Estados Unidos) | Medalla de bronce   | Superpipe           |